# Puerto Caldas (Risaralda)
Puerto Caldas es un corregimiento del departamento de Risaralda (Colombia), bajo jurisdicción del municipio de Pereira. Se encuentra a orilla del río La Vieja frente a Cartago (Valle de Cauca).
Es una zona con altos niveles de delincuencia, siendo uno de los centros poblados quizá con el mayor receptor de población desplazada en el Área Metropolitana Centro Occidente.

## División Territorial
El centro poblado Puerto Caldas se divide en 8 barrios: El Porvenir, San Isidro, El Cofre, El Cofrecito, Puente Blanco, Cafetalito, Camelias, María Auxiliadora y El Progreso.

## Economía
En Puerto Caldas se encuentran empresas de producción de papel. Además, de ladrilleras, entre otros.